# 어린 왕자 (2008년 영화)
"어린왕자"는 2007년에 제작, 2008년에 개봉한 대한민국의 영화이다. 앙투안 드 생텍쥐페리의 동명의 소설을 바탕으로 제작되었다.

## 캐스팅
- 탁재훈 : 한종철 역
- 강수한 : 한영웅 역
- 조안 : 김선옥 역
- 박원상 : 용준수 역
- 신동미 : 은희수 역
- 이호재 : 한정태 역
- 이용이 : 원장수녀님 역
- 전무송 : 희수 부 역
- 박길수 : 폴리 실장 역
- 정윤석 : 한은규 역
- 송창곤 : 시립아동병원 의사 역
- 전상진 : 아쿠아리움 직원 1 역
- 최주봉 : 선옥 부 역 (특별출연)
- 선우선 : 격납고 여 역 (특별출연)
- 서동균 : 한마음병원 당직의사 역 (특별출연)
- 차재돌